# Dennenharszwam
De dennenharszwam (Phlebiopsis gigantea) is een saprofytische schimmel die witte (=vochtige) houtrot veroorzaakt op stronken en stompen van naaldbomen. De schimmel groeit in een dunne lichtgrijze laag van niet meer dan 1 mm dik, op het oppervlak van hout en bast van naaktzadigen. Het vruchtlichaam produceert seksuele basidiosporen die via de lucht worden verspreid, maar de schimmel heeft ook een aseksuele fase.
Deze zwam speelt als reducent een belangrijke ecologische rol bij de biologische afbraak van plantaardig materiaal van coniferen, met name via efficiënte depolymerisatie en mineralisatie van lignine.

## Kenmerken

### Uiterlijke kenmerken
Het vormt platte vruchtlichamen op het houtoppervlak met een diameter tot 1 m en een dikte tot 1 mm. Het oppervlak van het vruchtlichaam is wasachtig, glad of licht wratachtig en witgrijs of rozegrijs van kleur, en wordt geel tijdens het drogen. De rand van het vruchtlichaam is gekarteld, donzig en soms zijn er myceliumdraden. De sporenprint is wit.

### Microscopische kenmerken
De sporen zijn elliptisch, glad, kleurloos en 5–7 x 2,5–3,5 μm groot. De cystiden zijn talrijk, dikwandig en ruw door kristallen.

## Verspreiding
P. gigantea komt algemeen voor in Europa, Noord- en Centraal-Amerika, Oost-Afrika en Zuid-Azië. 

## Toepassing
P. gigantea wordt gebruikt als biologisch bestrijdingsmiddel tegen pathogene schimmels van het geslacht Heterobasidion, meer bepaald de dennenmoorder H. annosum die naaldbomen aantast. De werking verloopt via contact van de schimmeldraden. De integriteit van het celmembraan van een schimmeldraad van Heterobasidion die in contact komt met een schimmeldraad van Phlebiopsis gigantea wordt snel aangetast. Voor een efficiënte bestrijding is kunstmatige inoculatie van de stompen van de bomen nodig; de van nature aanwezige hoeveelheden van P. gigantea zijn niet voldoende om Heterobasidion te bestrijden. Sporen van P. gigantea zijn commercieel verkrijgbaar, bijvoorbeeld in het product Rotstop van het Finse bedrijf Verdera.